# اللغثيط تو سترايتيريكو

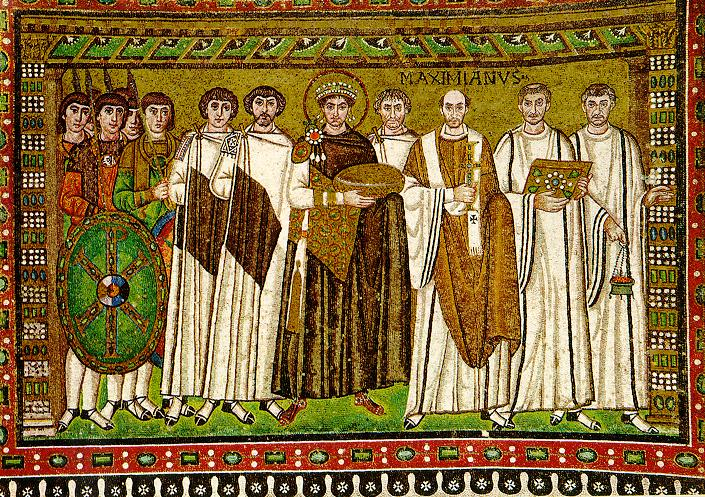

اللغثيط تو سترايتيريكو ((باليونانية: λογοθέτης τοῦ στρατιωτικοῦ)‏)، وعادة ما تترجم باللغه الانكليزيه بـ Logothete of the Military أو Military Logothete ("اللغثيط العسكري")، كان المسؤول البيزنطي المخول بتزويد ودفع والإشراف على جيش الإمبراطورية البيزنطية.